# 2007年海碩國際職業女子網球公開賽
2007年海碩國際職業女子網球公開賽是首度舉辦的國際職業女子網球賽事。本屆為ITF總獎金50000美元等級的女子巡迴賽事。

## 參賽者

### 種子
| 國家     | 球員            | 排名1 | 種子序 |
| -------- | --------------- | ----- | ------ |
| 日本     | 森上亞希子      | 53    | 1      |
| 中華臺北 | 詹詠然          | 66    | 2      |
| 泰國     | 撻瑪茵·塔娜蘇甘 | 104   | 3      |
| 中國     | 袁梦            | 121   | 4      |
| 中華臺北 | 謝淑薇          | 127   | 5      |
| 日本     | 飯島久美子      | 204   | 6      |
| 中華臺北 | 詹謹瑋          | 209   | 7      |
| 日本     | 波形純理        | 211   | 8      |

- 1依照2007年10月22日公布的排名排序。

### 其他球員
以下球員獲得外卡進入單打會內賽：
- 黃怡萱
- 張凱貞
- 許文馨
- 詹皓晴

以下球員從會外賽事獲得單打會內資格：
- 田中真梨
- Sacha Hughes
- 陳宜
- Nungnadda Wannasuk

## 決賽結果

### 單打
森上亞希子 擊敗  雅尼婭·維克梅耶爾，6–4、7–65

### 雙打
詹詠然／ 詹皓晴 擊敗  謝淑薇／ 謝淑映，6–1、2–6、[14–12]

## 外部連結
- 官方部落格（已關閉）（繁體中文）
- 官方網站（繁體中文）
- ITF官方資料（英文）